# Bulbophyllum luederwaldtii
Bulbophyllum luederwaldtii är en orkidéart som beskrevs av Frederico Carlos Hoehne och Schltr.. Bulbophyllum luederwaldtii ingår i släktet Bulbophyllum och familjen orkidéer. Inga underarter finns listade i Catalogue of Life.